# Sinopoda forcipata
Espèce
Synonymes
- Sarotes forcipatus Karsch, 1881

Sinopoda forcipata est une espèce d'araignées aranéomorphes de la famille des Sparassidae.

## Distribution
Cette espèce se rencontre au Japon et en Chine.

## Description

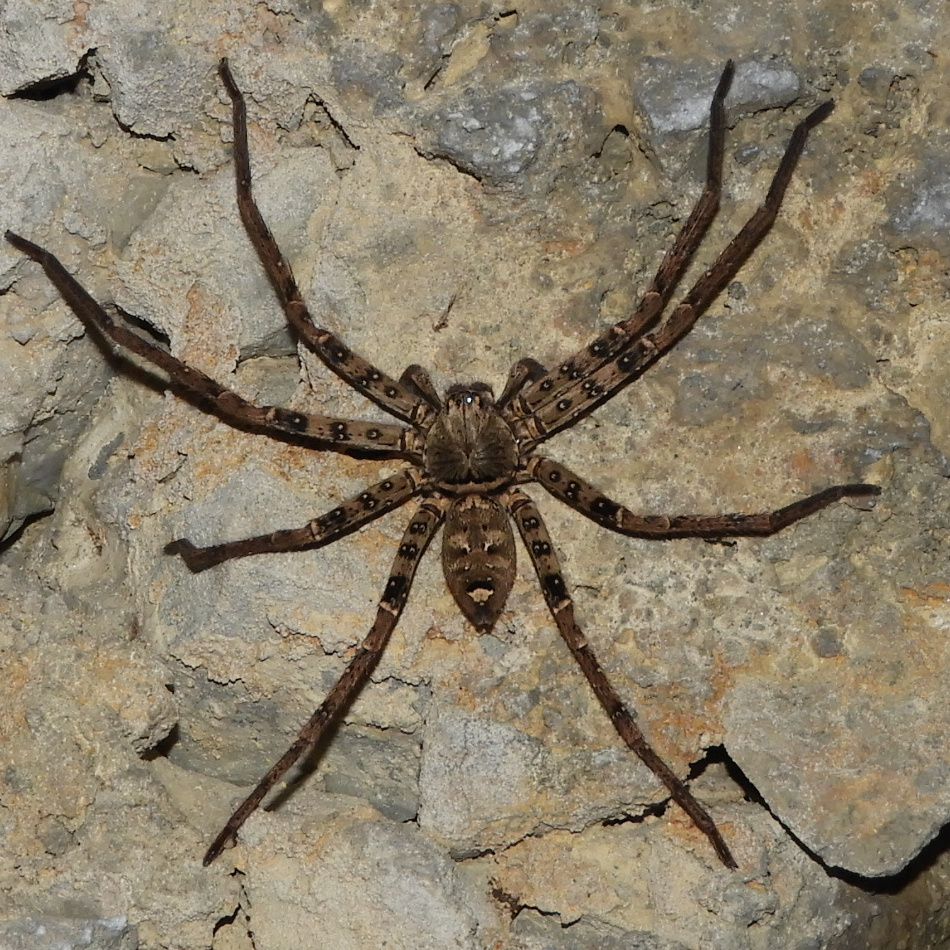
Sinopoda forcipata

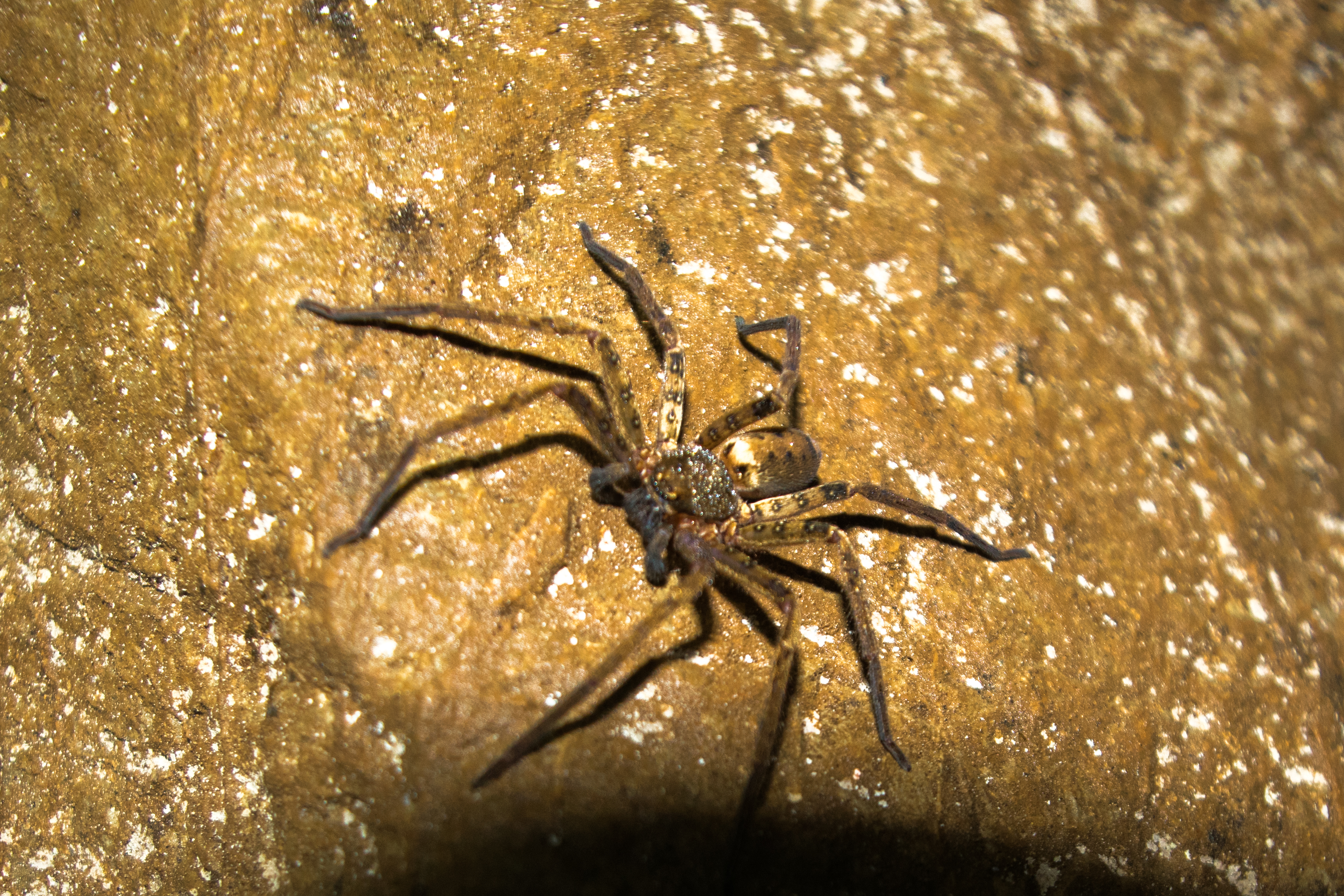
Sinopoda forcipata

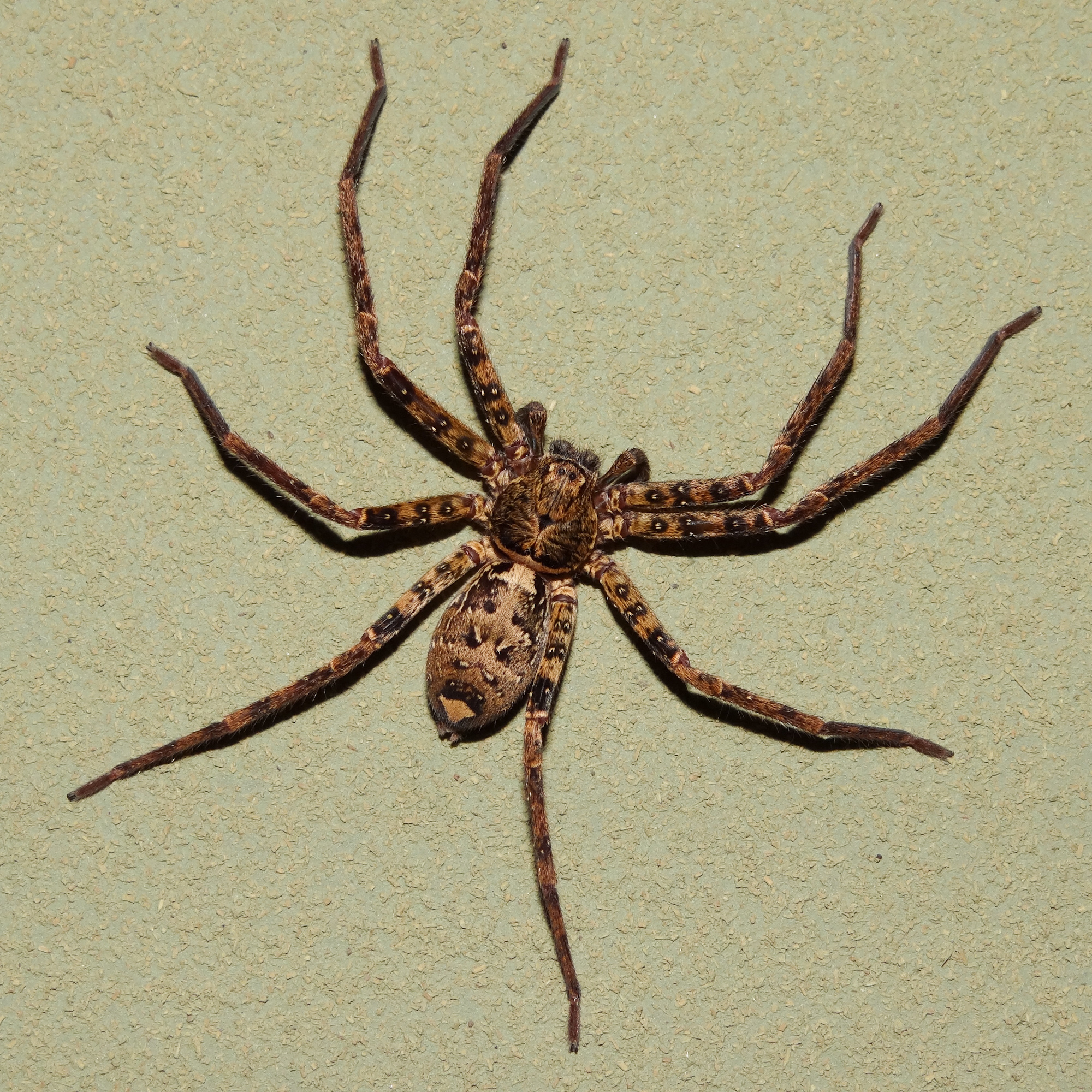
Sinopoda forcipata

Le mâle syntype mesure 21 mm et la femelle syntype 23 mm.

## Systématique et taxinomie
Cette espèce a été décrite sous le protonyme Sarotes forcipatus par Karsch en 1881. Elle est placée dans le genre Heteropoda par Bösenberg et Strand en 1906 puis dans le genre Sinopoda par Jäger en 1999.
Sinopoda jirisanensis, placée en synonymie par Yoo, Lee, Im et Kim en 2015, a été relevée de synonymie par Chae, Lee et Kim en 2022.

## Publication originale
- Karsch, 1881 : « Diagnoses Arachnoidarum Japoniae. » Berliner Entomologische Zeitschrift, vol. 25, p. 35-40 (texte intégral).